# Hyphydrus spangleri
Hyphydrus spangleri är en skalbaggsart som beskrevs av Olof Biström 1985. Hyphydrus spangleri ingår i släktet Hyphydrus och familjen dykare. Inga underarter finns listade i Catalogue of Life.